# Salsa (gastronomia)
La salsa è una preparazione di cucina o di pasticceria, formata da un legante e da un sapore e/o da aromi e/o spezie, con consistenza pastosa, cremosa o semiliquida. La salsa ha come scopo quello di legare tra loro alimenti diversi e dar loro una consistenza più compatta e uniforme per accompagnare carni, pesci, pasta, verdure e dare sapore, condire, esaltare le caratteristiche organolettiche della vivanda.

## Etimologia
Il nome salsa deriva dal latino, femminile di salsus, salato, a sua volte derivante dal latino sal e dal greco ἅλς, sale, il condimento base di ogni alimento.

## Storia

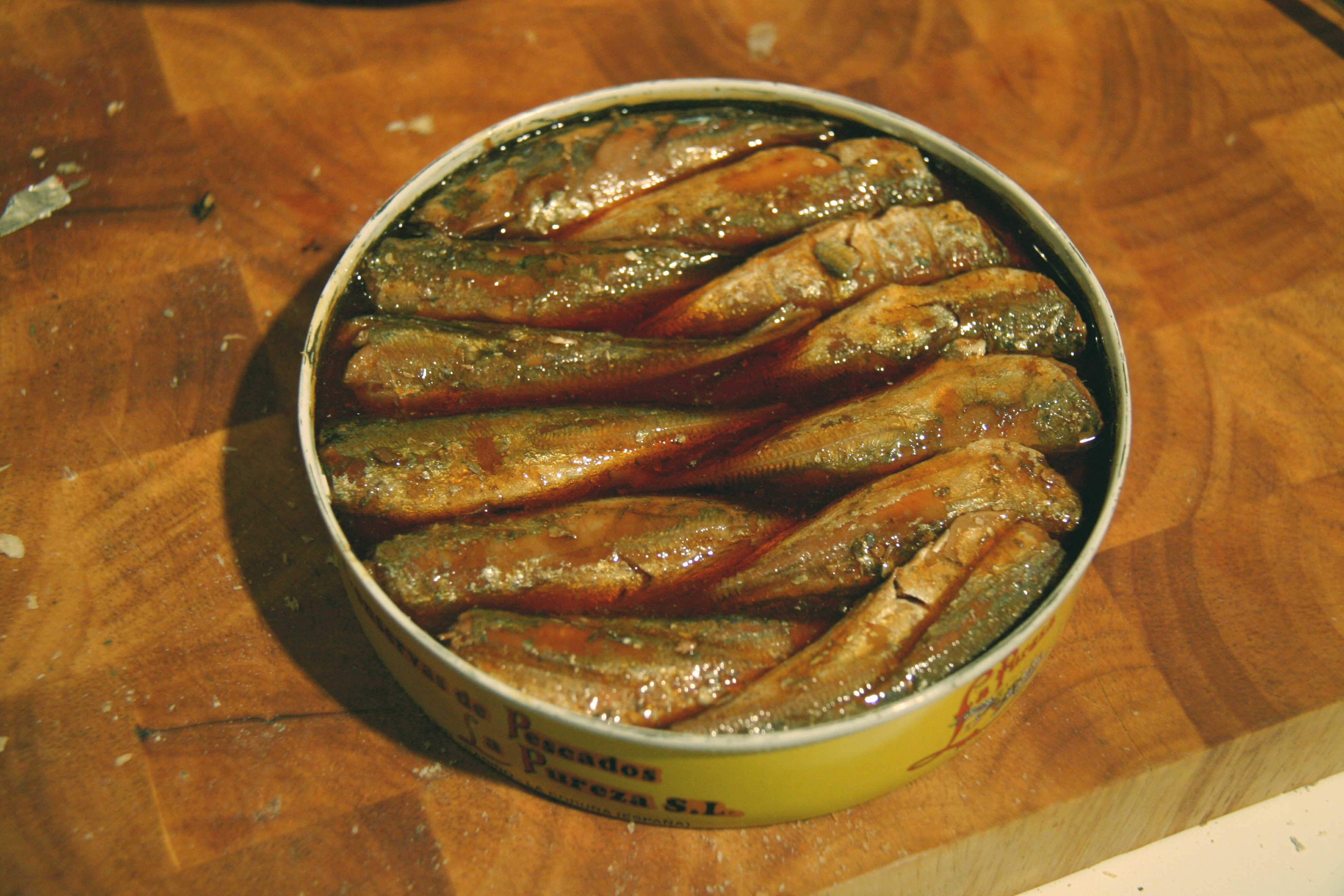
Sugarelli in escabeche

(Livio Cerini da Castegnate.)
Livio Cerini da Castegnate scrive che l'idea di salsa deve essere nata quando l'uomo preistorico portò per caso alle labbra un dito intinto in "quel qualcosa" che colava da un agnello allo spiedo e avendolo trovato piacevole pensò di raccogliere "quel qualcosa" e di versarlo sulle lumache cotte nella cenere.
Troviamo ricette di salse nelle culture antiche dei sumeri, egizi, caldei, dori, assiri, greci e romani. Nei riti del popolo israelita il sale ebbe sempre molta importanza. Nella Bibbia sta scritto: «Qualunque cosa offrirai in sacrifizio la condirai col sale, e non separerai dal tuo sacrifizio il sale dell'alleanza del tuo Dio. In tutte le tue oblazioni offrirai del sale» (Levitico, II, 13).
I Romani mescolavano il sale con erbe aromatiche e aromi come timo, cumino, zenzero, pepe, apio, aneto, croco, nardo che usavano in cucina. Mescolavano il sale col pesce per fare il garum, il condimento più noto nell'antichità, simile alla Colatura di alici di Cetara e alla salsa di pesce della cucina orientale. Apicio nel suo trattato di gastronomia, De re coquinaria, Sull'arte culinaria, del I secolo d.C., descrive molte salse da lui inventate, tra cui l'esca Apici, da cui deriva il moderno scapece diffusosi in tutto il mondo.
Le salse si diffusero nel Medioevo e nel Rinascimento. Nel 1705 troviamo nel libro Le cuisinier roial et bourgeois di François Massialot, descritte 15 ricette di salse, molte delle quali tramandate all'Ottocento e ai giorni nostri. Nel 1800 in Europa ci fu l'apoteosi della degustazione di salse sempre più sofisticate. Nel 1934 Auguste Escoffier contempla ben 97 ricette di salse Nel 1964 Julia Child, ci propone la trattazione più completa delle salse, A partire dal 2003, malgrado la lunga preparazione dei fondi, Alain Ducasse, nel suo Grand livre de cuisine, descrive ben 66 ricette di salse, che lui usa quotidianamente.

## Fondi e roux

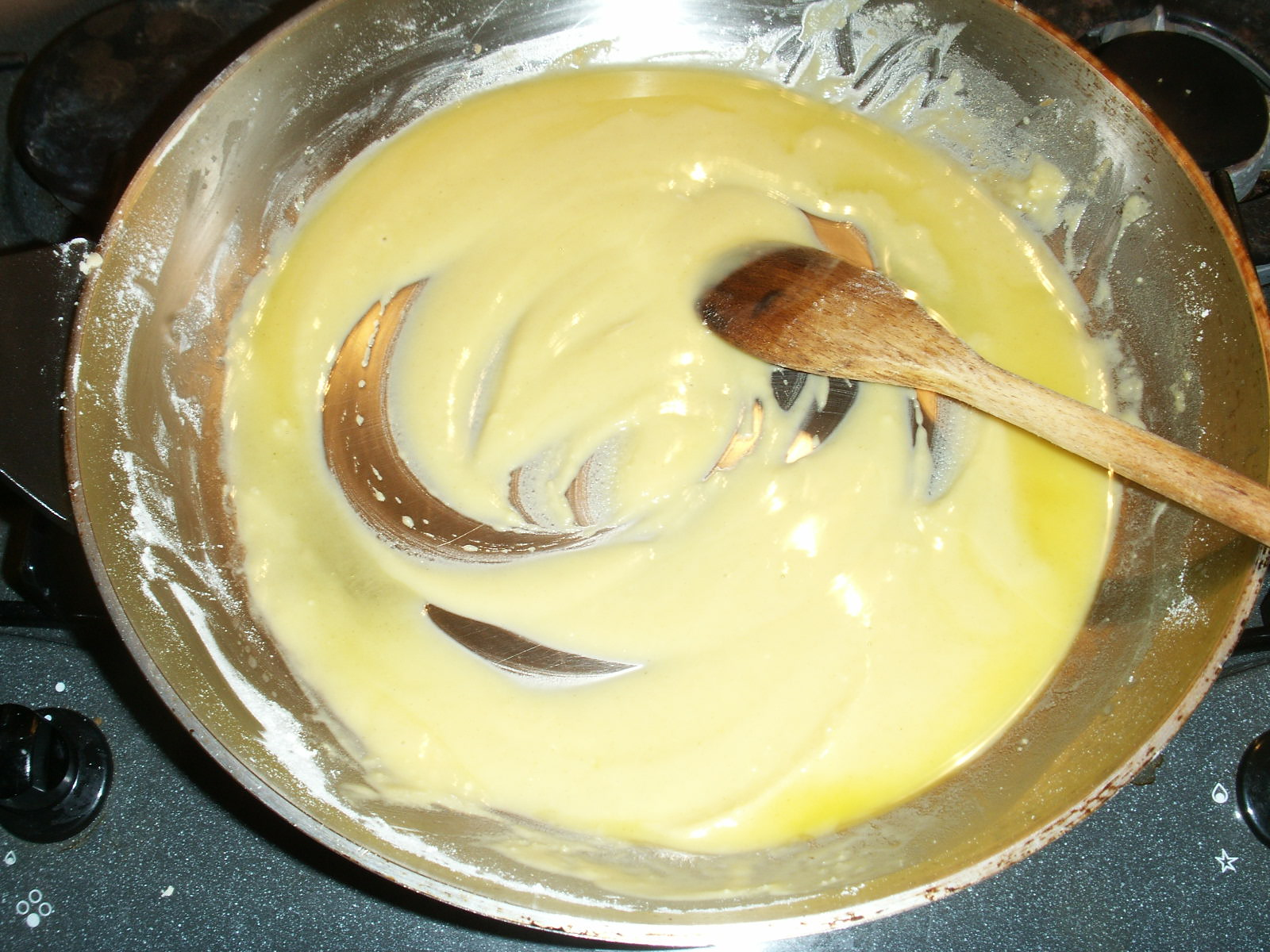
Roux

Alla base delle diverse preparazioni di salse ci sono i fondi di cucina e i roux.
I fondi di cucina non sono un sottoprodotto delle preparazioni di carne nella cucina domestica, chiamati più propriamente fondi di cottura o sughi di cottura ma sono invece una preparazione fatta a regola d'arte dagli specialisti delle salse, i salsieri. I fondi di cucina possono essere chiari, quando sono fatti con brodo di vitello, pollo o vegetale, ben concentrato e sgrassato. Mentre un fondo di cucina scuro, si ottiene facendo arrostire ossa e carcasse di pollo o manzo al forno o in casseruola e raccogliendo e filtrando quel che si forma sul fondo.
Il roux è ottenuto cuocendo un miscuglio di farina e burro o altri grassi come margarina, olio o lardo sciolto.

## Salse madri
Unendo un fondo con un roux si ottengono alcune delle salse madri: il fondo fornisce un sapore e il roux fornisce un legante, ossia un addensante. Con le salse madri si fanno le salse di base. Dalle salse base si fanno le salse derivate:
Le salse madri sono cinque: 
1. salsa vellutata
2. salsa olandese
3. salsa besciamella
4. salsa spagnola o fondo bruno legato
5. salsa di pomodoro

## Salse base
Le salse base sono derivate dalle salse madri.
Dalla salsa vellutata comune derivano tre salse di base, che sono:
- salsa alemanna, chiamata salsa parigina dai tedeschi[17]
- salsa suprema[18]
- salsa al vino bianco[19]

Dalla salsa besciamella derivano la:
- salsa alla crema[20]
- salsa Mornay
- salsa Villeroy[21]
- salsa Nantua o nantese[22]

Dalla salsa spagnola deriva la:
- salsa demi-glace[23]

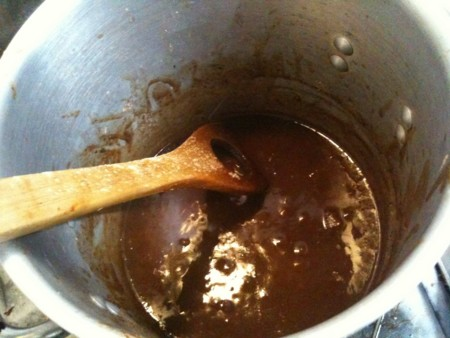
Salsa demi-glace

Dalla salsa di pomodoro derivano le salse locali, ragù e sughi per farinacei e sono la base per condire le paste alimentari e i risotti:
- Ragù bolognese
- Salsa all'amatriciana
- Salsa arrabbiata[24]
- Sugo alla puttanesca[25]
- Ragù pugliese (brasciole)
- Sugo alla Norma
- Ragù napoletano

## Salse di derivazione
Dalle salse base si fanno le salse di derivazione, che sono di due tipi: salse bianche composte e salse brune composte.

### Salse bianche composte
Derivate dalla vellutata di pesce:
- salsa Bercy
- salsa Nantua

Derivate dalla vellutata di carne:
- salsa al curry
- salsa ai capperi
- salsa chaud-froid

Deriva dalla salsa suprema:
- salsa aurora

Deriva dalla salsa alemanna:
- salsa al rafano

### Salse brune composte
Dai fondi bruni legati derivano:
- salsa cacciatora
- salsa bordolese
- salsa al barolo
- salsa bigarde o all'arancia
- salsa chaud–froid bruna

Dalla salsa demi-glace derivano:
- salsa al madera
- salsa Colbert
- salsa zingara
- salsa poivrade
- salsa fumè

## Salse non derivate dalle salse madri

### Salse neutre
Salse neutre per elezione sono quelle che condiscono carni, pesci, crostacei, legumi, verdure e uova:
- salsa all'americana

### Salse a base di pesce
Salse a base di pesce, crostacei, molluschi:
- salsa alla pescatora
- sugo di vongole
- sugo di tonno
- sugo di cozze
- nero di seppia
- sugo di gamberi
- sugo alla marinara
- salsa di bianchetti o sardella
- Salsa di Taso

Secondo un'altra classificazione abbiamo le salse emulsionate, le salse marinate e il dressing.

## Salse emulsionate
Sono salse formate da due liquidi mischiati a formare un'emulsione. Possono essere salse fredde, crude o calde, cotte.

### Salse fredde
Sono fatte con ingredienti crudi, dei quali uno è solitamente olio, possono essere salate o dolci:

#### Salse crude salate

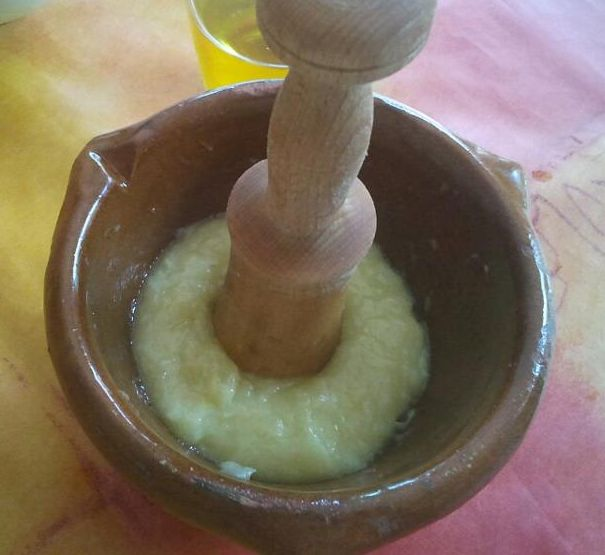
Salsa aioli

- maionese, a base di tuorli d'uova sbattuti con olio e succo di limone e aceto detta anche "salsa condottiera", per le sue numerose derivate salsa tartara, salsa remoulade, salsa cocktail, salsa allo yogurt, salsa inglese, salsa russa, salsa italiana, salsa blue cheese, salsa Rouille
- salse citronette e vinaigrette, emulsioni di olio e, rispettivamente, di succo di limone o aceto. Sue derivate sono la salsa norvegese, la salsa pescatore, la salsa ravigote, la salsa bolzanina
- bagnet verd, a base di prezzemolo, aglio, aceto, mollica di pane, acciughe dissalate e tritate, olio (tuorlo d'uovo, capperi, sale e pepe facoltativi)
- Pasta d'acciughe
- senape, a base di semi di senape macinati e aceto o vino
- salmoriglio, olio d'oliva, limone e aglio o prezzemolo
- pesto alla genovese, foglie fresche di basilico, manciata di pinoli, sale grosso, olio, aglio e formaggi (grana e pecorino)
- salsa di noci
- pesto di fave
- pesto alla siciliana
- pesto alla trapanese
- salsa aioli, composta da aglio, olio e sale
- chutney, a base di frutta, spezie piccanti e ortaggi, della cucina indiana

#### Salse crude dolci
Le salse crude dolci sono meno frequenti. In alcune ricette si trovano, tuttavia:
- zabaione crudo
- purea di frutta in accompagnamento di torte o gelati
- chantilly, cioè panna montata e zucchero, spesso aromatizzata alla vaniglia
- diplomatica, panna mescolata a crema pasticciera, spesso erroneamente confusa con la crema chantilly
- lemon curd
- per alcune creme alcuni utilizzano persino caramelle.

### Salse calde
Sono ingredienti cotti, dei quali uno è solitamente burro:

#### Salse cotte salate

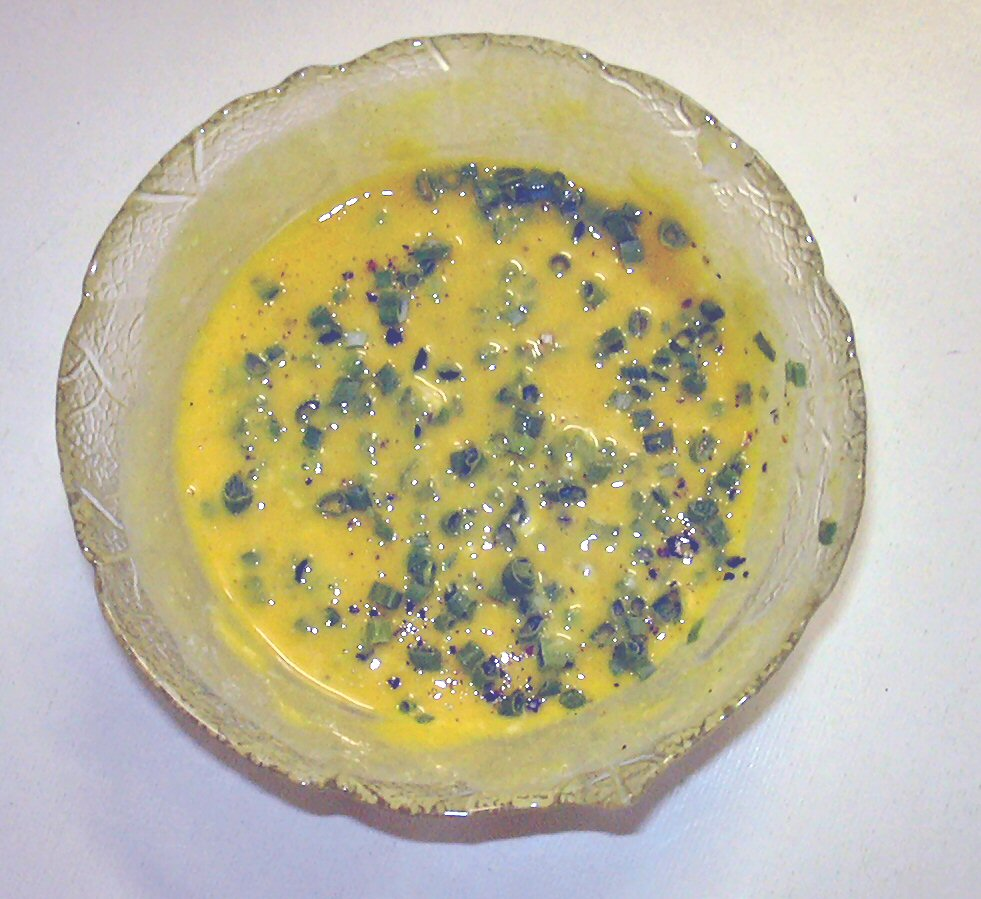
La salsa bernese

- salsa olandese, di burro, uova, aceto e succo di limone; sue derivate sono la salsa maltese, la salsa mousseline o chantilly, la salsa noisette
- paté toscano
- bagna càuda, a base di aglio, olio extravergine e acciughe sotto sale dissalate e tritate
- salsa bernaise a base di vino, aceto bianco, burro chiarificato, tuorli d'uovo e dragoncello; le sue derivate sono la salsa choron, la salsa fochot, la salsa rachel
- salsa Soubise
- bagnet ross
- hummus, a base di ceci e sesamo, caratteristica della cucina araba
- baba ganush, a base di melanzane e spezie, caratteristica della cucina siriana
- salsa agrodolce
- salsa barbecue
- Ajvar, a base di peperoni, peperoncini, melanzane e aglio, caratteristica nei Balcani

#### Salse cotte dolci
Le salse dolci sono preparazioni di pasticceria, di consistenza meno densa delle creme e delle marmellate, con aromi, che si usano d'accompagnamento alle torte asciutte, ai bavaresi o ai semifreddi.
Possono essere a base di frutta cotta in acqua e zucchero con aromi e poi passata al setaccio, per separare la buccia. 
- coulis di fragole
- coulis di lamponi
- coulis di mirtilli
- salsa di mele
- salsa di arance
- salsa al cioccolato a base di cioccolato fondente
- salsa carammello
- cognà, specie di mostarda a base di mele
- crema pasticciera, di uova, latte, zucchero e farina
- crema inglese, di uova, latte e zucchero
- crema frangipane,[27] di farina, zucchero, uova, latte, amaretti di Saronno[28] e burro
- zabaione, cotto a bagno maria con zucchero e marsala
- composte di frutta cotta e passata al setaccio

## Salse marinate

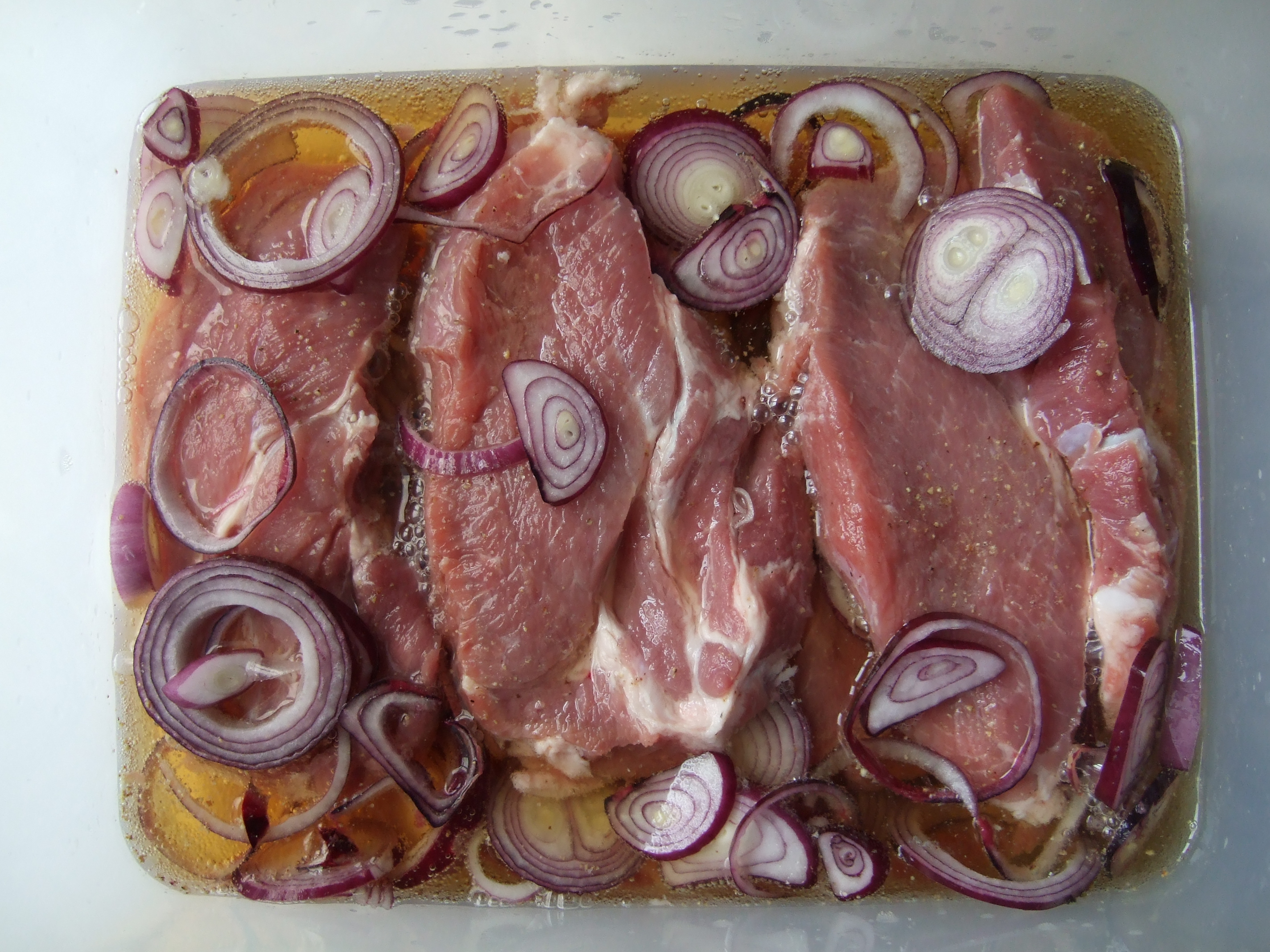
Roastbeef in marinata

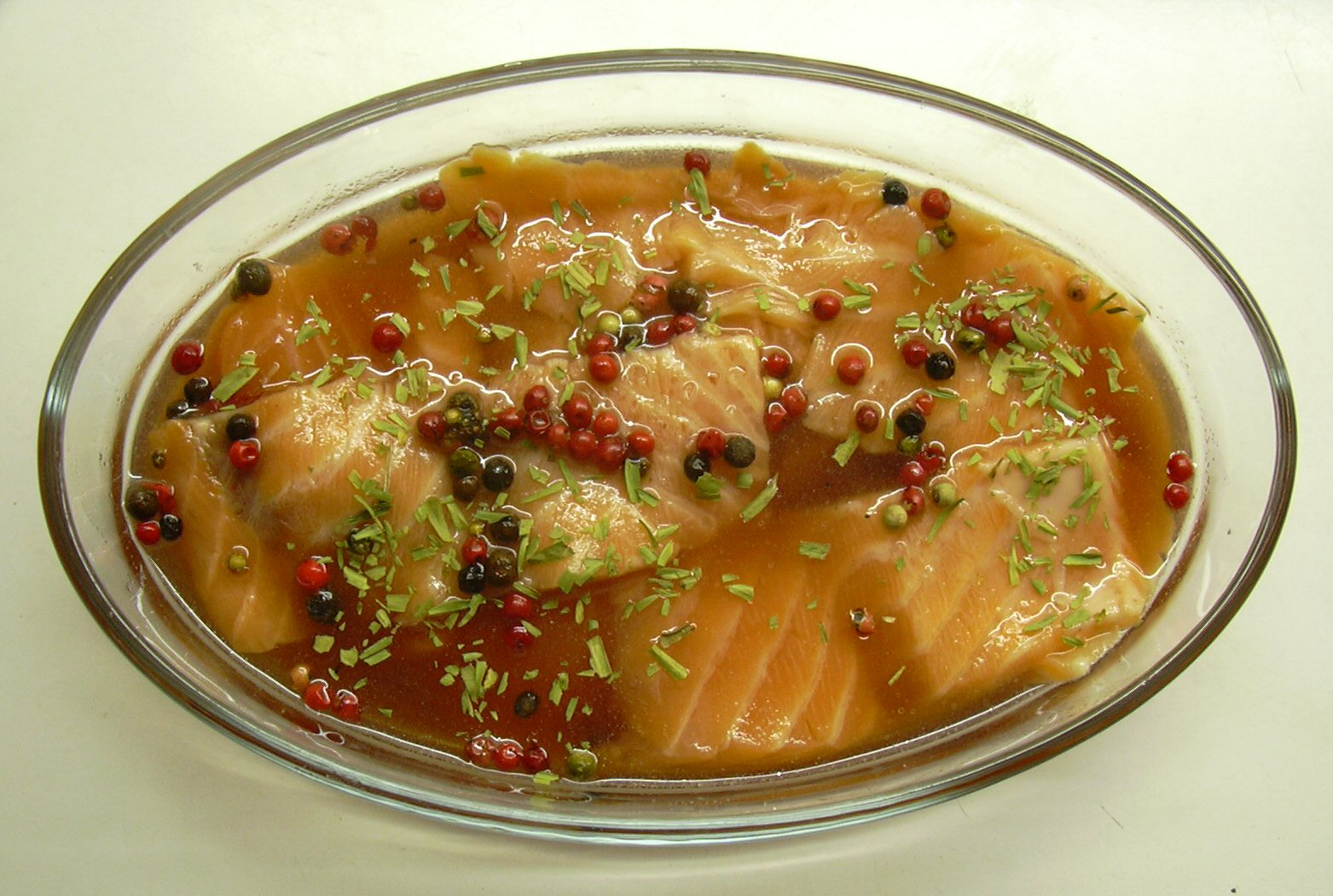
Filetti di salmone in marinata

Le salse marinate sono formate da vino, spremuta di limone, aceto, olio, con erbe aromatiche e spezie. In questa miscela vengono immersi pesci e carni per tempi più o meno lunghi con lo scopo di insaporirli, chiamata marinatura o conservarli. Nel caso particolare della carne di selvaggina c'è anche l'intenzione di frollarla (intenerirla) e ridurre il cosiddetto "sapore selvatico":
- agliata

## Condimenti
I condimenti (dressing) sono preparati dell'industria alimentare già pronti, per insalate di ogni tipo e diffusi negli Stati Uniti e in Paesi come la Germania e la Svizzera. I quattro tipi di base sono:
- Tabasco, a base di peperoncino.
- Salsa Worcester, a base di cipolle, aglio, acciughe sotto sale, scalogno, spezie e piante aromatiche.
- angostura, a base di angostura trifoliata, chiodi di garofano, radice di genziana, cardamomo, essenza di arance amare e china.
- Salsa rubra, salsa tipica piemontese[29], è diventata una salsa commerciale prodotta industrialmente dalla Cirio.

Altri condimenti sono:
- salsa di pesce fermentato.
- salsa di soia cinese o tamari giapponese.
- french dressing[30] a base di olio, aceto, sale, senape, pepe bianco.
- oil and vinegar dressing, a base di olio, aceto, pepe bianco,
- italian dressing, olio, aceto, pepe bianco e aglio,
- russian dressing, a base di maionese, panna liquida, ketchup, sale, pepe bianco, Tabasco,
- roquefort dressing, a base di aceto, olio, pepe bianco, roquefort sbriciolato,
- ranch dressing[31], a base di latticello, maionese, sale e piante aromatiche come aglio, cipolla erba cipollina, prezzemolo, aneto e spezie come pepe nero, paprica, senape.

## Galleria d'immagini

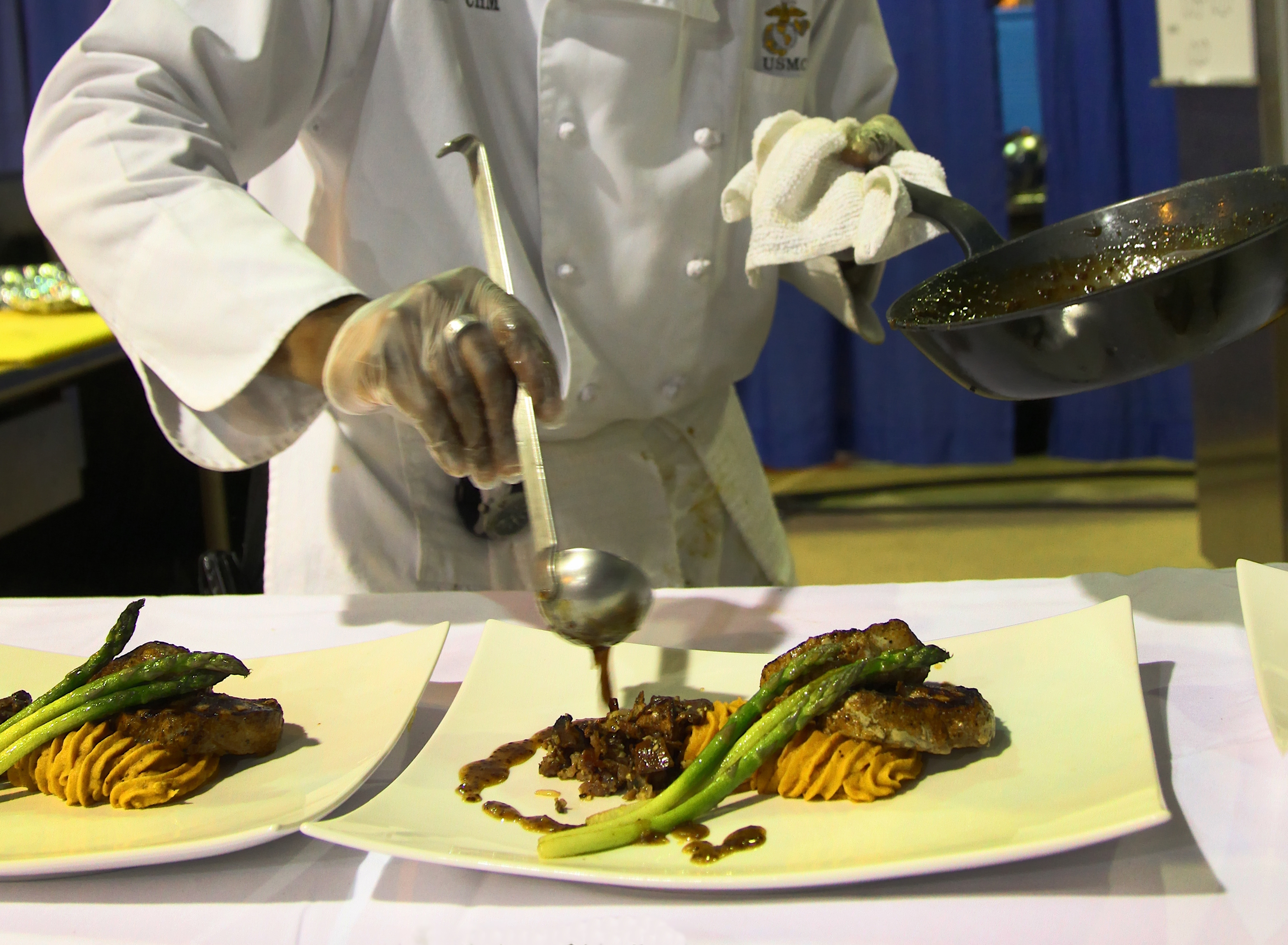
Specialista in salse: salsiere
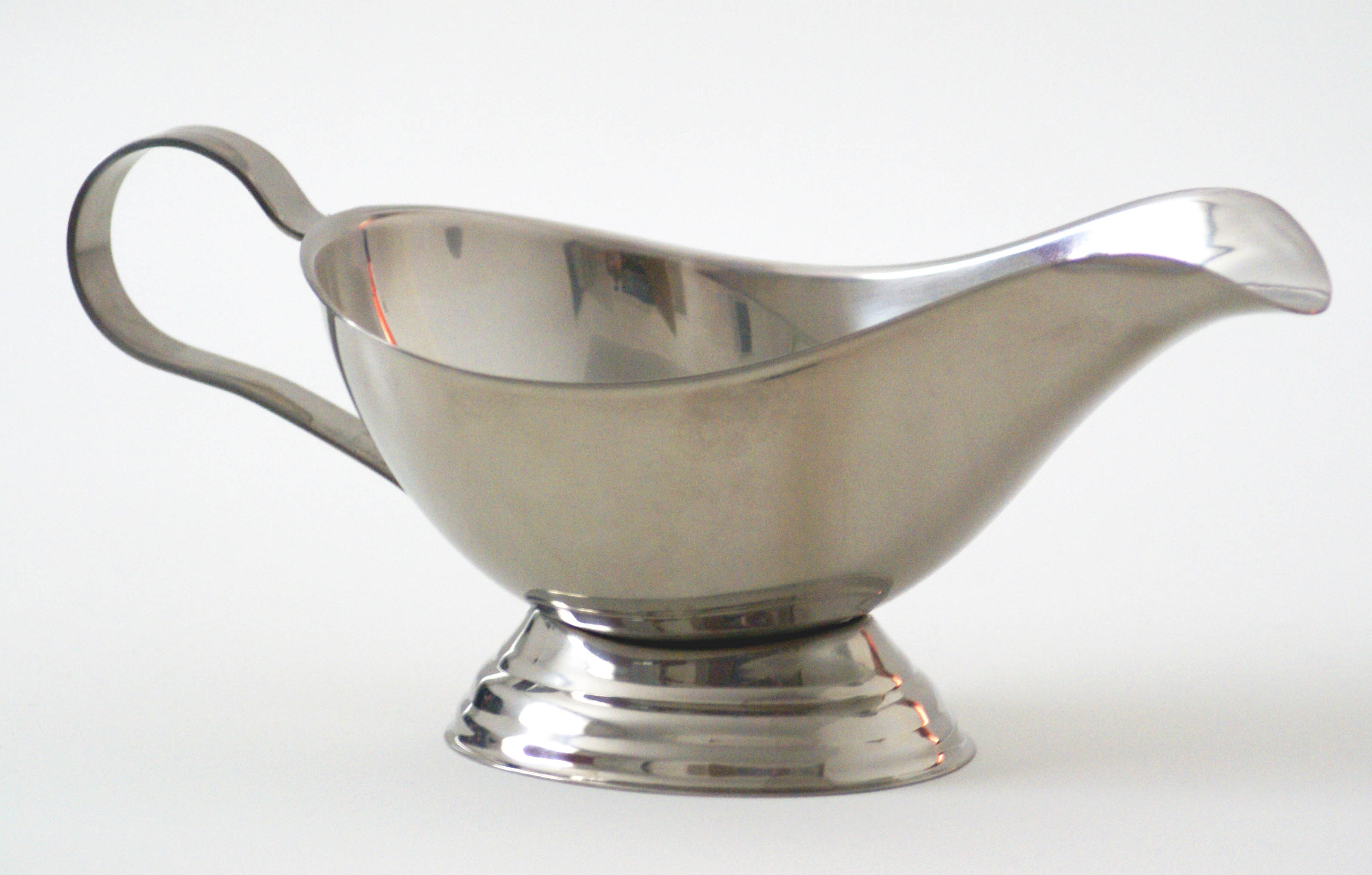
Salsiera
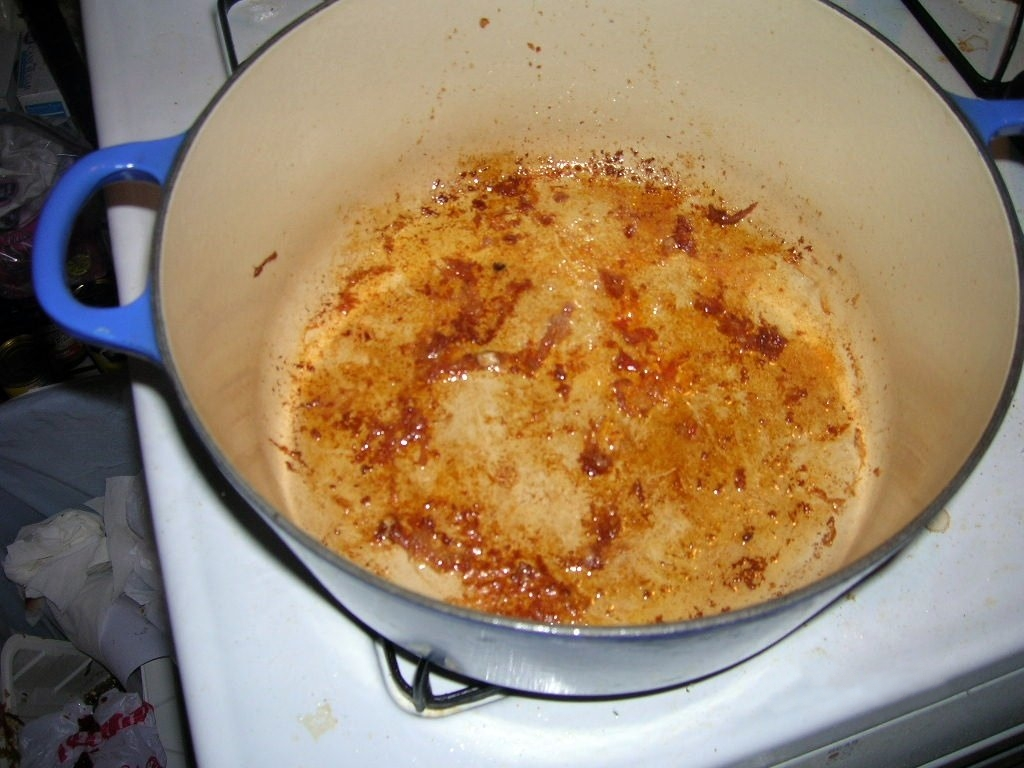
Fondo di cottura
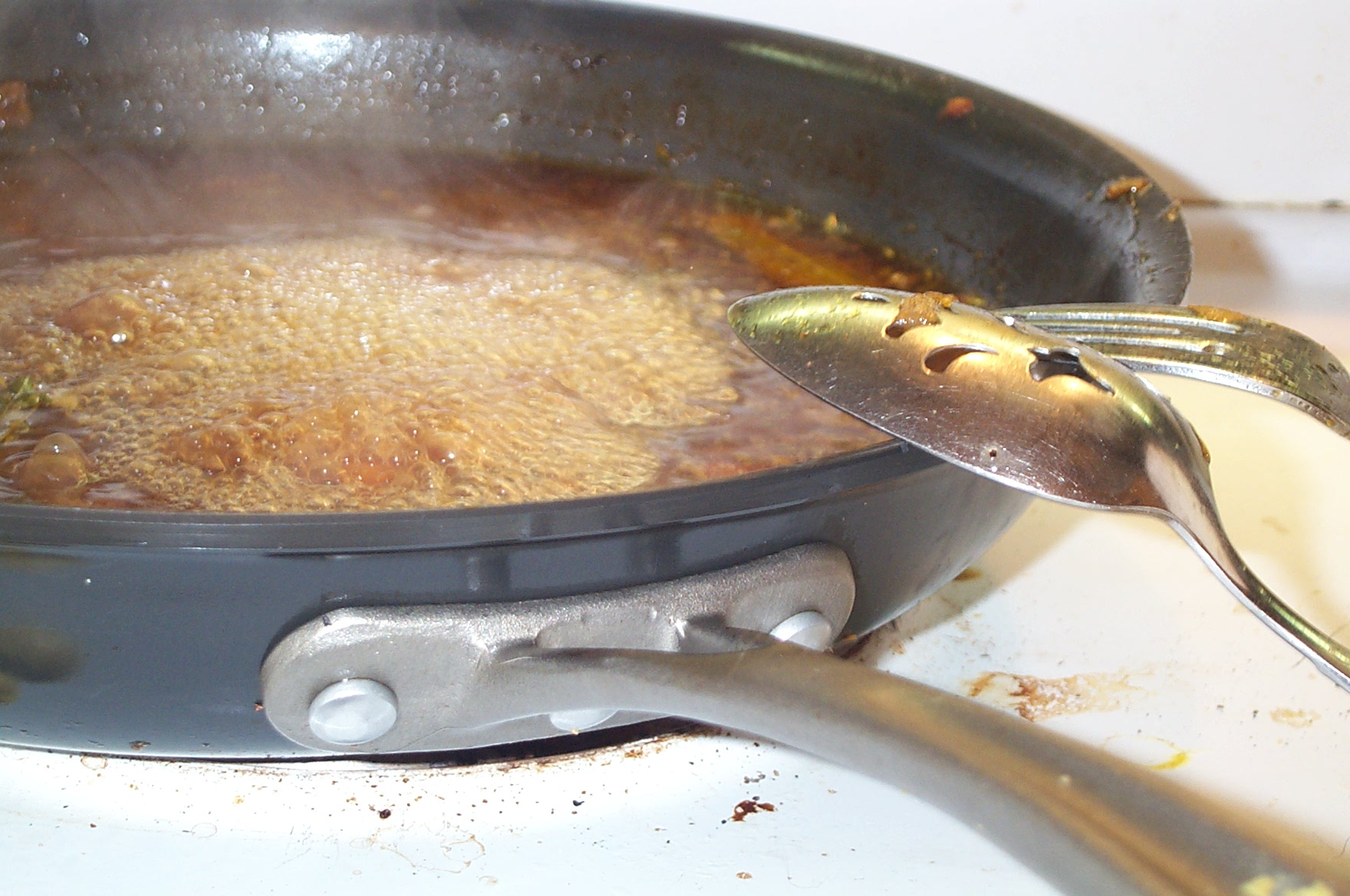
Riduzione della salsa
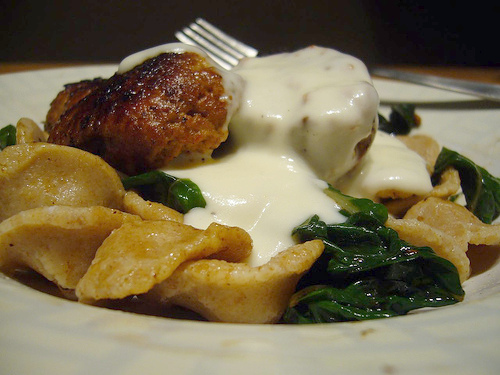
Salsa Mornay
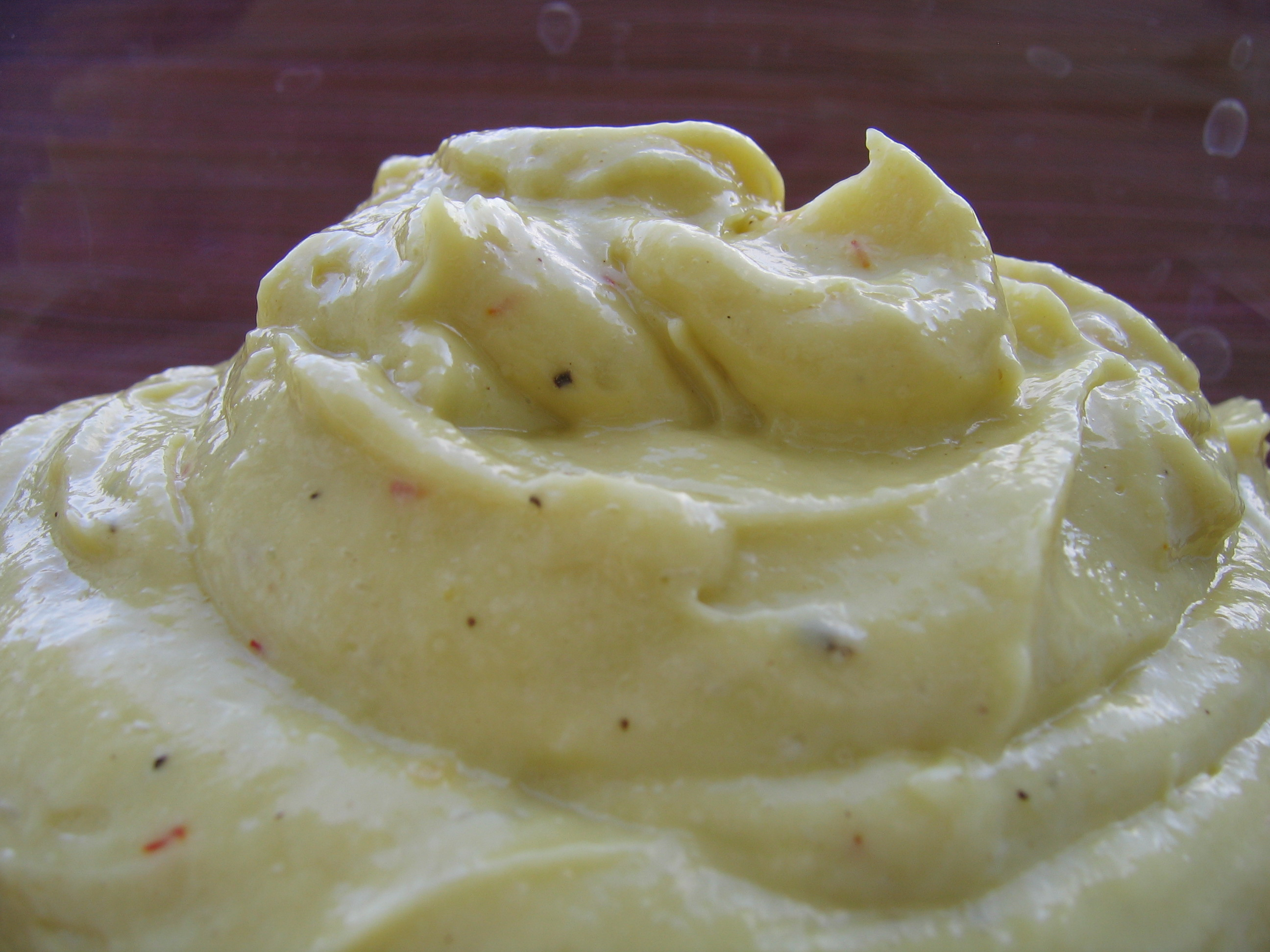
Rouille sauce ricetta di Bernard Loiseau
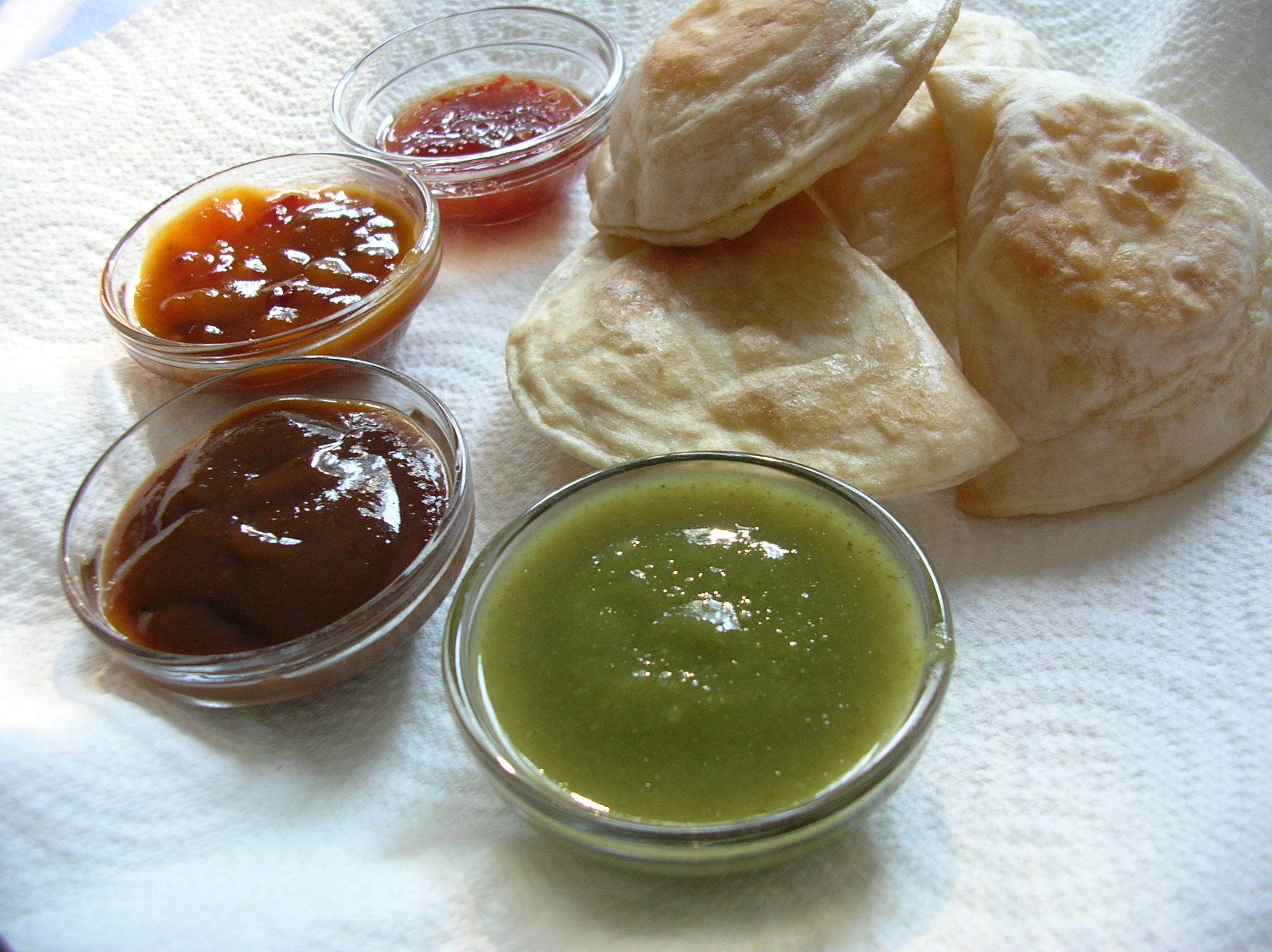
Samosas and Red Chile Sauce, Apricot Chipotle Sauce, Pakoda Chutney, Green Chile Sauce